# Tóth Armand
Tóth Armand (Kaposvár, 1955. november 10. –) zeneszerző, karmester, fuvolaművész

## Tanulmányok
Tanulmányait szülőhazájában fuvola és karvezetés szakon a Liszt Ferenc Zeneművészeti Főiskolán, karmester szakon a Népművelési Intézetben és Németországban (Weimar) Kurt Masur, Max Pommer, továbbá a római Ottorino Respighi Akadémia karmester-továbbképző tanszakán, Julius Kalmar tanítványaként végezte. Zeneszerzés stúdiumait Keuler Jenő, Kistétényi Melinda, Hollós Máté és Bozay Attila irányítása mellett folytatta.

## Pályája
Pályáját a Magyar Állami Operaház zenei munkatársaként kezdte (1977–1986), majd 1986 és 1989 között szimfonikus-zenekari és színházi karmesterként folytatta (Nagykanizsai Szimfonikus Zenekar, Kaposvári Csiky Gergely Színház).
1989-ben a Budapesti Vörösmarty Művelődési Ház Koncertfúvós Zenekarának vezető karmestere lett. A zenekarral jelentős hazai sikerek mellett külföldi zenei versenyek (Németország, Hollandia) első díjait, karnagyi különdíjait nyerte el, és számos felvételt készített a Magyar Rádióban.
1990-ben megalapította a Gaudium Fúvóstársaságot, mely elsődleges tevékenységének tekintette a Harmonie-Musik hagyományainak felelevenítését, és a 20. századi fúvós kamaramuzsika repertoáron tartását.
1992 és 1998 között zeneigazgatóként működött a Miskolci Nemzeti Színház opera-és balett repertoárja élén.
1993-tól nevéhez fűződik a Magyar operakórusok és társulatok fesztiválja rendezvénysorozatainak újraindítása (Miskolc, Szeged).
1996-ban létrehozta az Erzsébet Sinfonietta Szimfonikus Zenekart és Oratórium-Kórust, mely számos más hangverseny mellett a Millenniumi Ünnepségek keretében megrendezett Erzsébetvárosok Világtalálkozóján Liszt Ferenc Szent Erzsébet-legendáját tűzte műsorára.
1997-től a Budapesti Ferencvárosi Nyári Játékok Fesztivál művészeti tanácsadója és előadásainak karmestere.
1998-ban a Budapesti Pinceszínház bemutatta Bűvös kert és Escurial című egyfelvonásos kamaraoperáit.
1999-ben Kodály Székelyfonóját vezényelte a Gyulai Várszínház programsorozatában.
2000-ben a Budapesti Koncertfúvósok (BSB) karmestereként működött.
2000-től tevékenyen vett részt a IX-X. Kőszegi Nemzetközi Lajtha László Zenei Fesztivál és Kurzus munkájában, és vezényelte a Szombathelyi Szimfonikus Zenekar bérleti, oratorikus és nyári szabadtéri hangversenyeit.
2004-től Az én operám című operai projekt zenei vezetője a Budapesti IBS Színpaddal és a Merlin Színházzal közös produkciókban.
Karmesterként Európa számos országában, zeneszerzőként Japánban, Ausztráliában és az USA-ban is vendégszerepelt. A klasszikus és 20. századi hangverseny-repertoár mellett operákat, baletteket és operetteket vezényel. 1989 óta ügyvezetője a Magyar Zenei Előadóművészek Társaságának.
Tagja a Magyar Alkotóművészek Országos Egyesülete Zenei Tagozatának, a Magyar Zeneszerzők Egyesületének, az Artisjus Szerzői Jogvédő Iroda Egyesület komolyzeneszerzői osztályának és a Vántus István Társaságnak.

## Művei

### Zenekari művek
1. 1986 Napló nagyzenekarra
2. 1989 Sinfonietta
3. 1987-89 Blues, tango és riffek fúvószenekarra
4. 1992 Aion barlangja szimfonikus költemény
5. 1993 Induló fúvószenekarra
6. 1997 All' Organo zenekarra
7. 1998 Öt Rippl-Rónai kép vonószenekarra
8. 2001 Petra romjai szimfonikus töredékek zenekarra
9. 2004 Balassi szimfóniák

### Versenyművek
1. 1974 Oboaverseny
2. 1992-93 Hegedűverseny
3. 2010 Kapuvári rapszódia tárogató szólóra és zenekarra

### Kamarazenei művek
1. 1972 Három darab két hangszerre
2. 1974 Paraphonia gordonkára és zongorára
3. 1976 NO-TA No. 1. trombitára és harsonára
4. 1976 Az elemeire bontott csend fuvolára, zongorára és ütőhangszerekre
5. 1978 Variazione klarinétra (basszusklarinétra) és zongorára
6. 1978 Trio fuvolára, gordonkára és ütőhangszerekre
7. 1979 2078 hang gordonkára és fagottra
8. 1979 Négy magyar népdal furulyára és zongorára
9. 1985 Quartetto fuvolára, angolkürtre hárfára és gordonkára
10. 1986 Bevezetés és csárdás két cimbalomra
11. 1987 Divertimento I. változat három fuvolára
12. 1987 Blues, tango és riffek két cimbalomra
13. 1988 Szvit 12 harsonára
14. 1988-89 Zongorás trio klarinétra, mélyhegedűre és zongorára
15. 1991 Fanfara rézfúvókra
16. 1991 Divertimento II. változat oboára, klarinétra és fagottra
17. 1993 Fanatasia, forlane e fuga kürtre, fagottra és zongorára
18. 1996 Három tengeri epizód két hárfára
19. 1997 Szerenád No. 1. klarinétra, mélyhegedűre, fagottra és hárfára
20. 1997 Szerenád No. 2. fuvolára, angolkürtre, fagottra és hárfára
21. 1998 Bonbonniére – quadrille három fuvolára
22. 1999 Vonósnégyes E. Munch képei nyomán
23. 2001 Trio klarinétra, fagottra és zongorára
24. 2001 Sonata bucolica fuvolára és zongorára
25. 2002 Üzenetek Arcadia-ból négy gitárra
26. 2002 Négy Pindaros-i ének tárogatóra (klarinétra) és cimbalomra
27. 2002 Négy Pindaros-i ének tárogatóra (klarinétra) és hárfára
28. 2002 Bordélyban oboára és zongorára
29. 2004 Négy attikai emlék fúvósötösre
30. 2005 Correct Us! II. vonósnégyes-tétel
31. 2009 Pargagliana klarinétra (basszusklarinétra) és zongorára

### Szólóművek
1. 1975 Confusione gitárra
2. 1976 271 ütőhangszerekre
3. 1977 NO-TA No. 2. vibrafonra
4. 1984 Aquilone csembalóra
5. 1989 Implorazioni hegedűre
6. 1995 Tango gitárra
7. 2004 "Tristan" partita tárogatóra vagy klarinétra
8. 2006 Kalamajkák vidám jelenetek zongorázó fiataloknak

### Kórusművek
1. 1984 Európai gyermekdalok 1. sorozat gyermekkarra és zongorára
2. 1987 Tavaszi madrigál (Dsida Jenő) vegyeskarra
3. 1987 Köd-anyóka I. változat (Tasnádi Varga Éva) egyneműkarra
4. 1987 Az ivóban (Pálóczi Horváth Ádám gyűjtései) férfikarra
5. 1991 Európai gyermekdalok 2. sorozat gyermekkarra és zongorára
6. 1991-92 Mira mater vegyeskarra
7. 1992 A kereszt fogantatása (Reményik Sándor) vegyeskarra
8. 1996 Szent Márton-himnusz vegyeskarra
9. 1999 Rorate caeli egyneműkarra
10. 2000 Áldjon meg az Isten (Vörösmarty Mihály) vegyeskarra
11. 2003 Szárazon és vízen kórusművek gyermekkarra
  1. Köd-anyóka II. változat (Tasnádi Varga Éva) egyneműkarra 2003
  2. Három tréfás izgő-mozgó (Simkó Tibor) gyermekkarra 1987
  3. Bölömbika (Simai Mihály) egyneműkarra 1997
  4. Három apró állatmese (Csoóri Sándor és Csukás István) egyneműkarra 2000
12. 2005 Tarlón túzok lépeget (Kányádi Sándor) egyneműkarra
13. 2005 Novemberben (Zas Lóránt) vegyeskarra és zongorára
14. 2006 Borszorkányos (Pálóczi Horváth Ádám gyűjtései) egyneműkarra
15. 2007 Betlehemi aranyalma (népi imádság) egyneműkarra

### Operák
1. 1987 Bűvös kert opera egy felvonásban Federico García Lorca nyomán
2. 1989 Escurial opera egy felvonásban Michel de Ghelderode nyomán
3. 1993 Tarasconi Tartarin opera két felvonásban A. Daudet nyomán
4. 2004 Rómeó, Júlia és a sötétség opera három felvonásban J. Otčenášek nyomán
5. 2006 Az ezüsthegedű meseopera egy felvonásban Fésűs Éva nyomán

### Oratorikus művek
1. 1977 Canto No. 1. kantáta énekhangra és kamaraegyüttesre
2. 1995 Carmen Strigoniensis kantáta vegyeskarra, orgonára és kamarazenekarra Juhász Gyula: Az örök ballada c. költeménye nyomán
3. 1999 d-moll mise szólóhangra, egyneműkarra és orgonára
4. 2000 Te Deum szólókra, vegyeskarra és zenekarra
5. 2006 Kormos kövek – oratórium (Kannás Alajos) gyermekhangra, szoprán és tenor szólóra, vegyeskarra és nagyzenekarra
6. 2009 Dér és harmat kantáta Radnóti Miklós verssoraira – alt és tenor szólókra, vegyeskarra és kamaraegyüttesre

### Dalok

#### Dalciklusok
1. 1989 Mediterrán dalok mezzoszoprán hangra és zongorára
  1. Éji zene (C. Brentano)
  2. Mikor bolhára vadászol (P. Verlaine)
  3. Száműzött báj (G. Apollinaire)
  4. Adelina séta közben (Federico García Lorca)
  5. Szerenád (Federico García Lorca)
2. 1989 Mediterrán dalok szoprán hangra és zenekarra
3. 1991 Négy antik töredék szoprán hangra és zongorára
  1. Egy ifjú éneke (Sophokles)
  2. Ballada Írisz fátyoláról (Babits Mihály)
  3. Áldozat (szöveg nélkül)
  4. Bacchanália (Sophokles)
4. 1996 Portugál szonettek szoprán hangra és zongorára Elizabeth Barrett Browning verseire
  1. Csillagok közt
  2. Három csók
  3. ….mondd, úja mondd!
  4. …érted mindent elhagyok…
  5. Levél…!
5. 1997 Két dal a Portugál szonettekből szoprán hangra és két hárfára
6. 1998 Hárfadalok szoprán hangra és hárfára
  1. Szeretnék csönddé válni (Bátki Fazekas Zoltán)
  2. Szívemben könnyezik (P. Verlaine)
  3. A tél (G. Rouault)
  4. Alkonyatkor (Bátki Fazekas Zoltán)
7. 2005 Sós forrás négy "rövid", s egy duett mezzo és szoprán hangokra Takáts Gyula verseire
  1. A látványon túl
  2. Mint az Egész
  3. A berkenye
  4. Remete?
  5. Vulkáni szerelem
8. 2007 Boldogság madara 14 haiku szoprán hangra és fuvolákra (Fésűs Éva)

#### Egyedi dalok
1. 1995 Ballada a fiúról és a lányról szoprán hangra és zongorára (B. Brecht)
2. 1996 Élni szoprán hangra és zongorára (Molnár Gábor)
3. 1997 A papagájom bariton hangra és zongorára (Horváth Péter)
4. 1999 Titkosírás bariton hangra és zongorára (Fodor András)
5. 2002 Zsoltár szoprán hangra és zongorára (Ratkó József)
6. 2005 Jártam én koromban, hóban tenor hangra és zongorára (Nagy László)
7. 2007 Salamon zsoltára, az űrutasok éneke – betétdal F. Dürrenmatt A fizikusok c. komédiájához

### Egyéb művek
1. 1974 – K. Weill: Mahagonny város tündöklése és bukása – átdolgozás egy kamaraszínpadi előadás számára
2. 1984 Nimvégai Márika – kísérőzene egy középkori misztériumjátékhoz
3. 1987 Pisti a vérzivatarban – kísérőzene Örkény István színművéhez
4. 1987 Oidipusz király – kísérőzene Sophokles drámájához
5. 1990 – P. Dessau – Selmeczi György: Kurázsi mama és gyermekei – színpadi kivonat prózai hangra és kamaraegyüttesre
6. 1993 Kaméliás hölgy – kísérőzene A. Dumas színművéhez
7. 1993 – Ránki György: Hamupipőke (Szépek szépe) – a teljes mű hangszerelése
8. 1993 – P. Dessau: Kurázsi mama és gyermekei – átdolgozás egy újabb színpadi változat számára
9. 1994 Hamlet – kísérőzene W. Shakespeare színművéhez
10. 1994 – B. V. Aszafjev: Bahcsiszeráji szökőkút – zenei betétszámok egy balettelőadás számára
11. 1995 B. Brecht: Kispolgári nász – kísérőzene az egyfelvonásos bohózathoz
12. 1996 Hat karácsonyi dal fuvolára és zongorára
13. 2000 – E. Grieg: Peer Gynt kísérőzenéből négy tétel átdolgozása tenor-szaxkürtre és zongorára

## Diszkográfia
- 1998 Kortárs magyar liturgikus zene Hungaroton[halott link]
- 2005 "Isten hozzád szülöttem föld..." – 25 éves a Somogyiak Baráti Köre Dura Stúdió
- 2008 Transfiguratio Hungaroton[halott link]
- 2009 Sounds of the 20th Century Hungaroton[halott link]

## Publikációk
- 2001 Szeretet dalai népszerű dalok feldolgozásai fuvolára és zongorára Notina Scriptun
- 2006 "Tristan" partita tárogatóra, klarinétra vagy szopránszaxonfonra Trio-Art Music
- 2008 Európai gyermekdalok I. sorozat in: Felhő táncol - Mai magyar zeneszerzők kíséretes kórusművei KÓTA
- 2009 Kalamajkák Vidám jelenetek zongorázó fiataloknak Trio-Art Music
- 2010 Sonata Bucolica fuvolára és zongorára Trio-Art Music

## Díjai
- 1986 Jubileumi Liszt-pályázat
- 1989 Magyar Állami Operaház-MTV operapályázat
- 1990 Baden-Württemberg – (D) I. díj (karmester)
- 1991 Euro Muziek Parade Groningen – (NL) I. díj (karmester)
- 1992 Nemzetközi Egyházzenei Pályázat Zalau – (RO)
- 1993, 1994 Sousa Foundation – (USA)
- 1994 Yokohama Trombones Society – (J)
- 1996 Premi Internacional de Composició Musical Ciutat de Tarragona – (E)
- 2000 Millenniumi Egyházzenei Pályázat Vác
- 2000 X. Nemzetközi Edvard Grieg Zeneszerzőverseny Bergen – (N)
- 2000 Magyar Muzsikus Fórum 2000. Évi Millenniumi Zeneszerzőversenye
- 2006 Tehetséges Magyarországért Alapítvány zeneszerzői pályázat
- 2006 Magyar Alkotóművészek Országos Egyesülete "Gyermek-Játék" pályázat
- 2020 MÜPA Zeneműpályázat

## Külső hivatkozások
- Artisjus szerzői honlap
- Magyar színházművészeti lexikon. Főszerk. Székely György. Budapest: Akadémiai. 1994.  ISBN 963-05-6635-4
- MusiciansWho[halott link]
- Parlando zenepedagógiai folyóirat
- A 2005. október 25-ei jubileumi szerzői est képei